# Franz Baermann Steiner
Franz Baermann Steiner (geboren 12. Oktober 1909 in Karolinenthal, Österreich-Ungarn; gestorben 27. November 1952 in Oxford) war ein tschechoslowakisch-britischer Ethnologe und Dichter deutscher Sprache. Sein Nachlass befindet sich im Deutschen  Literaturarchiv Marbach.

## Leben
Er gehört zur letzten Generation der Prager jüdisch-deutschen Literatur. Er wuchs als Sohn eines assimilierten jüdischen Kaufmanns deutschsprachig in Prag auf und war seit seiner Jugend mit Hans Günther Adler eng befreundet. An der deutschen Karl-Ferdinands-Universität studierte er semitische Sprachen sowie Ethnologie an der tschechischen Karls-Universität. Von 1926 bis 1930 war er Mitglied des Roten Studentenbundes Prag. Bei einem einjährigen Aufenthalt an der Hebräischen Universität in Jerusalem lernte Steiner Arabisch und begann sich danach mit dem Judentum und dem Zionismus zu beschäftigen. In Oxford schließlich besuchte er regelmäßig die Synagoge. Er wurde 1935 in Prag mit der Dissertation Studien zur arabischen Wurzelgeschichte promoviert. Seine anthropologischen Studien setzte er seit 1936 in England am Magdalen College in Oxford fort, wo Alfred Radcliffe-Brown den Lehrstuhl für Sozialanthropologie innehatte. Im Herbst 1936 emigrierte er aus der ČSR nach England. Im Frühjahr 1937 unternahm er eine mehrwöchige Forschungsreise nach Karpathoruthenien, den östlichsten Teil der Tschechoslowakei. Ab 1939 hatte er Lehraufträge für Anthropologie an der Universität Oxford und war dort Mitarbeiter des Afrika-Instituts.
Im englischen Exil war er unter anderem mit dem in London lebenden Elias Canetti befreundet, den er bereits aus Wien kannte. Steiner führte Canetti ins Student Movement House in der Gower Street ein, wo sie sich während mehrerer Jahre trafen. Er war es auch, dem Canetti als erster das Werk von Wilhelm Bleek und Lucy Lloyd über Buschmann-Folklore zeigen konnte, das er gerade in einer der antiquarischen Buchhandlungen um das British Museum herum erworben hatte. Specimens of Bushman Folklore lieferte Canetti später wichtige Erkenntnisse über das Wesen der Verwandlung (in „Masse und Macht“).
Steiners wissenschaftliches Hauptwerk über die Soziologie der Sklaverei blieb unvollendet. Einblicke erster Hand in Steiners Wesen und Werdegang, seine wissenschaftliche Methodik und seine Beziehung zu Canetti gibt ein Brief von Hans Günther Adler an Chaim Rabin sowie Adlers Nachwort zu Unruhe ohne Uhr. Steiners wissenschaftliches Werk liegt fast komplett in der von Jeremy Adler und Richard Fardon herausgegebenen Ausgabe Zivilisation und Gefahr vor. Das dichterische Werk befindet sich in der im Jahr 2000 edierten Gesamtausgabe Am stürzenden Pfad.
Franz Baermann Steiner ist auf dem jüdischen Friedhof in Oxford begraben. Baermanns Eltern Hermann Steiner und Martha Gross wurden 1942 im Vernichtungslager Treblinka ermordet.

## Rezeption
Mit Ausnahme seiner Lyrik schrieb Franz Baermann Steiner englisch und blieb im Nachkriegsdeutschland ein Unbekannter. Dies erörterte Rüdiger Görner mit Jeremy Adler und Michael Krüger ausführlich am 7. November 2016 auf einer Veranstaltung des Internationalen Kollegs Morphomata der Universität Köln (Audiomitschnitt).
Peter Handke schreibt: „Franz Baermann Steiner (nachzulesen bei H. G. Adler) hat sich während des Zweiten Weltkrieges das Photographieren ‚versagt‘ - ‚diese Verzichte während des Krieges hatten Bußefunktion‘.“

## Werke
- Taboo. With a preface by Edward Evan Evans-Pritchard. Cohen and West, London 1956. Wieder Penguin, Harmondsworth 1967
- Unruhe ohne Uhr. Ausgewählte Gedichte aus dem Nachlass. Nachwort Hans Günther Adler. Lambert Schneider, Heidelberg 1954 (Veröffentlichungen der Deutschen Akademie für Sprache und Dichtung Darmstadt, 3)
- Eroberungen. Ein lyrischer Zyklus. Mit einem Nachwort hrsg. von Hans Günther Adler[4]. Schneider, Heidelberg 1964 (Veröffentlichungen der Deutschen Akademie für Sprache und Dichtung Darmstadt, 33)
- Jeremy Adler, Richard Fardon (Hrsg.): Franz Baermann Steiner: Selected Writings. 2 Bde. Berghahn Books, Oxford 1999 (Methodology and History in Anthropology, Bd. 2 und 3)

1. Taboo, Truth, and Religion
2. Orientpolitik,  Value, and Civilization

- Jeremy Adler (Hrsg.): Am stürzenden Pfad: Gesammelte Gedichte. Wallstein, Göttingen 2000 (Veröffentlichungen der Deutschen Akademie für Sprache und Dichtung Darmstadt, 76)
- Jeremy Adler, Richard Fardon (Hrsg.): Franz Baermann Steiner. Zivilisation und Gefahr. Wissenschaftliche Schriften. Wallstein, Göttingen 2008 ISBN 978-3-89244-615-6
- Feststellungen und Versuche. Aufzeichnungen 1943–1952. Hrsg. von Ulrich van Loyen, Erhard Schüttpelz. Wallstein, Göttingen 2009 (Veröffentlichungen der Deutschen Akademie für Sprache und Dichtung 90) ISBN 978-3-8353-0548-9.